# Corbenic

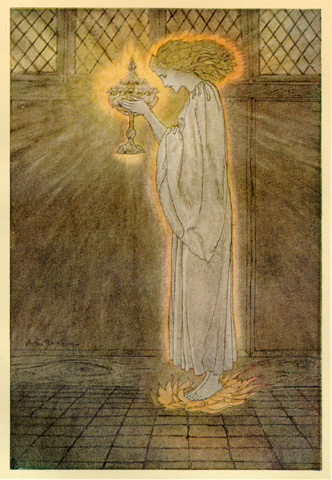
«Cómo una doncella en el Castillo de Corbin mira en el Santo Grial y predice los hechos de Galahad». Ilustración de Arthur Rackham para el libro de Alfred William Pollard (1859 - 1944) La historia del rey Arturo y sus caballeros de la Mesa Redonda (The Romance of King Arthur and His Knights of the Round Table, 1917).

El castillo de Corbenic, también llamado Carbonek, Corbin, y Corbinec es el castillo donde se encuentra el Santo Grial, de acuerdo a algunas leyendas del rey Arturo.  El castillo es mencionado en la Vulgata y en La muerte de Arturo. Es la residencia del Rey Pescador, la princesa Elaine de Cobernic y el lugar de nacimiento de Sir Galahad.

## Descripción
Como lugar de reposo del Grial, Corbenic es un lugar lleno de maravillas, donde hay una doncella atrapada en un caldero hirviente, un dragón y una habitación donde las flechas acechan a quien quiera pasar la noche allí. Sir Bors lo llama el «Castillo Aventuroso». T. H. White, en su obra Camelot, utiliza el nombre «Corbenic» para referirse a la morada del rey Pelles, pero usa el nombre de «Carbonek» para hacer lo propio con otro castillo, que es donde estaría oculto el Grial.
- Datos: Q1731346